# Rue des Chartreux (Lyon)
Pour les articles homonymes, voir Rue des Chartreux.
La rue des Chartreux est une voie du quartier des Chartreux dans le 1er arrondissement de Lyon, en France.

## Situation et accès
La rue débute boulevard de la Croix-Rousse, elle est traversée par la rue Ornano, et aboutit place Lieutenant-Morel. La rue Saint-Bruno commence sur cette voie tandis que les rues Carquillat et Pierre-Dupont s'y terminent.
La circulation est dans le sens de la numérotation et à double-sens cyclable avec un stationnement des deux côtés. Un stationnement cyclable se trouve près de la place Lieutenant-Morel. La ligne   dessert cette voie avec deux arrêts Les Chartreux et Place Morel.

## Origine du nom
Le nom de la rue vient des religieux de l'ordre des Chartreux.

## Histoire
En 1584, Henri III est en visite à Lyon ; il rencontre des religieux de la Grande Chartreuse qui demandent au roi de France de créer une maison de leur ordre à Lyon. C'est ainsi que la chartreuse de Lyon voit le jour. Le nom de la rue est attesté depuis 1745.